# Calogero Bagarella
Calogero Bagarella (Corleone, 14 januari 1935 – Palermo, 10 december 1969) was een Italiaans crimineel en lid van de maffia. Hij is geboren in het Siciliaanse dorpje Corleone en lid van de lokale Cosa Nostra, de "Corleonesi".

## Biografie
Calogero Bagarella werd geboren in Corleone in een familie die de Cosa Nostra al meerdere maffiosi geleverd had. Hij was de tweede zoon van Salvatore Bagarella en Lucia Mondello, die na hun trouwen naar Corleone verhuisd waren. Overige broers en zussen waren; de oudste zoon Giuseppe, de beruchte Leoluca Bagarella en hun zussen Antoinetta of "Ninetta" (die later zou trouwen met Corleonesibaas Totò Riina), Maria en Giovanna.

### Armoede
Voor een periode leefde de familie zonder problemen, totdat vader Salvatore in 1963, in het noorden van Italië, tot 1968 in hechtenis werd genomen voor maffia gerelateerde misdaden. Calogero's broer, Giuseppe was hetzelfde lot beschoren en stierf uiteindelijk in 1972 in gevangenschap.
Met haar man in de gevangenis, besloot moeder Lucia, wanneer de kinderen naar school waren, thuis als kapster te werken. Calogero werkte bij de naburige korenmolen, samen met zijn jeugdvriend Bernardo Provenzano en kon zo aan een beetje extra meel komen. Ondanks deze inspanningen kon het gezin Bagarella nauwelijks rondkomen en leefde in armoede.

### Corleonesi
Begin jaren '50 sloot Calogero zich aan bij de clan van de Corleonesi, toen nog onder leiding van dokter Don Michele Navarra. Samen met Provenzano en Totò Riina werd hij luitenant van de clan van de Corleonesi, onder directe leiding van Navarra's rechterhand, Luciano Leggio. Zo was Bagarella de derde in rang in de Leggio fractie, onder Riina en Provenzano. Van 1958 tot 1963 leidde Leggio een grote "opruimcampagne" binnen de familie Corleonesi. Deze begon op 2 augustus 1958 met de liquidatie van Don Michele Navarra, eigenhandig uitgevoerd door Leggio, Provenzano, Riina en Bagarella. Hierop volgde een klopjacht op de trouwste volgelingen van Navarra, die ook een voor een vermoord werden. Zo ruimden ze alle potentiële tegenstanders van de nieuwe orde uit de weg.

### Viale Lazio
Bagarella ontpopte zich als een keiharde moordenaar en werd een van de meest gevreesde maffiosi in Sicilië. In 1969 was Bagarella onderdeel van de groep die verantwoordelijk was voor het "Bloedbad in de Viale Lazio" in Palermo, een aanslag op Don Michele Cavataio, maffiabaas van het Acquasanta kwartier in Palermo.
Ondanks dat hij op 11 juni 1969 bij verstek veroordeeld was voor zijn deelname aan de "Eerste Maffiaoorlog" in Bari, ging hij met Provenzano, Emanuele D'Agostino van Stefano Bontades familie "Santa Maria di Gesù" en Damiano Caruso een soldaat van Giuseppe Di Cristina, maffiabaas van de familie "Riesi" er toch op uit. Dit bleek fataal, want op 10 december 1969 kwam hij om het leven tijdens het "Bloedbad in de Viale Lazio". Na Bagarella's dood werd zijn jongere broer, Leoluca, een van de meest gevreesde maffiosi en moordenaars in Sicilië.
Bagarella was een goede vriend van Totò Riina en Bernardo Provenzano sinds hun jeugd. Hij had een verhouding met Riina's jongere zus Arcangela, terwijl Riina op zijn beurt weer een verhouding had met Bagarella's jongere zus Ninetta, met wie hij 1974 trouwde.